# Paramapania rostrata
Paramapania rostrata är en halvgräsart som beskrevs av Hendrik Uittien. Paramapania rostrata ingår i släktet Paramapania och familjen halvgräs. Inga underarter finns listade i Catalogue of Life.